# 深海袋鼠介
深海袋鼠介（学名：Kangarina abyssicola）为尾花介科袋鼠介屬下的一个种。